# 2012年のセントラル・リーグクライマックスシリーズ
2012年のセントラル・リーグクライマックスシリーズは、2012年10月に開催された、日本プロ野球セントラル・リーグのクライマックスシリーズである。

## 概要
クライマックスシリーズは、日本選手権シリーズの出場権を懸けたプレーオフトーナメントである。
出場チームはレギュラーシーズンの順位こそ異なるが、前年度と同じ3球団となった。同年のレギュラーシーズンで実施した節電のための「3時間半打ち切りルール」、および予告先発制度は採用されなかった。
同年のファーストステージ第1戦・第2戦はデーゲームとして開催され、クライマックス・セにおけるデーゲームは、2010年ファーストステージ第1戦・第2戦以来2年ぶりであった。
このシリーズを最後に、中日ドラゴンズ のクライマックスシリーズ進出が途切れた。また、中日は史上初のクライマックスシリーズ9試合とセリーグ初の同一カード6連戦を経験した。

### ファーストステージ
2012年度レギュラーシーズン第2位の中日ドラゴンズと第3位の東京ヤクルトスワローズが3戦2勝先取制で争い、勝者がファイナルステージに進出した。
会期：10月13日から10月15日（予備日：10月16日 - 16日までにすべての試合が消化できない場合は打ち切り）
球場：ナゴヤドーム

### ファイナルステージ
2012年度レギュラーシーズン第1位の読売ジャイアンツ（1勝分のアドバンテージが与えられる）とファーストステージ勝者の中日ドラゴンズが6戦4勝先取制で争い、勝者がコナミ日本シリーズ2012への出場権を得た。
会期：10月17日から10月22日（予備日：10月23日・10月24日 - 24日までにすべての試合が消化できない場合は打ち切り）
球場：東京ドーム
ファイナルステージ限定で伊藤ハムが冠スポンサーとなり、「伊藤ハム クライマックスシリーズ・セ ファイナルステージ」として開催され、冠特別協賛とは別に、モブキャストも協賛スポンサーに加わった。
巨人はシーズン終盤に杉内が離脱し、第5戦では内海、第6戦ではホールトンが、それぞれ中3日で先発。僅差の連勝と連敗が続いたためリリーフ投手も連日登板。中日もシーズン終盤にエース・吉見と左腕のソトが故障し、ファーストステージ第1戦の勝利投手・中田賢が登板後に肩の違和感を訴えた。

### トーナメント表
|  | 1stステージ（準決勝） | 1stステージ（準決勝） |                           |         | ファイナルステージ（決勝） | ファイナルステージ（決勝） |
|  |                       |                       |                           |         |                            |                            |
|  |                       |                       |                           |         |                            |                            |
|  |                       |                       |                           |         |                            |                            |
|  |                       |                       |                           |         |                            |                            |
|  |                       |                       | （6戦4勝制） 東京ドーム   |         |                            |                            |
|  |                       |                       |                           |         |                            |                            |
|  | 巨人                  | ☆●●●○○○               |                           |         |                            |                            |
|  | 巨人                  | ☆●●●○○○               | （3戦2勝制） ナゴヤドーム |         |                            |                            |
|  |                       |                       | 中日                      | ★○○○●●● |                            |                            |
|  | 中日                  | ○●○                   | 中日                      | ★○○○●●● |                            |                            |
|  | 中日                  | ○●○                   |                           |         |                            |                            |
|  | ヤクルト              | ●○●                   |                           |         |                            |                            |
|  | ヤクルト              | ●○●                   |                           |         |                            |                            |
|  |                       |                       |                           |         |                            |                            |
|  |                       |                       |                           |         |                            |                            |
|  |                       |                       |                           |         |                            |                            |
|  |                       |                       |                           |         |                            |                            |

☆・★=ファイナルステージのアドバンテージによる1勝・1敗分

## 日程

### ファーストステージ
| 日付                 | 試合  | ビジター球団（先攻）   | スコア | ホーム球団（後攻） | 開催球場     |
| 10月13日（土）       | 第1戦 | 東京ヤクルトスワローズ | 1 - 6  | 中日ドラゴンズ     | ナゴヤドーム |
| 10月14日（日）       | 第2戦 | 東京ヤクルトスワローズ | 1 - 0  | 中日ドラゴンズ     | ナゴヤドーム |
| 10月15日（月）       | 第3戦 | 東京ヤクルトスワローズ | 1 - 4  | 中日ドラゴンズ     | ナゴヤドーム |
| 勝者：中日ドラゴンズ |       |                        |        |                    |              |

### ファイナルステージ
| 日付                   | 試合           | ビジター球団（先攻） | スコア | ホーム球団（後攻） | 開催球場   |
| アドバンテージ         | アドバンテージ | 中日ドラゴンズ       |        | 読売ジャイアンツ   |            |
| 10月17日（水）         | 第1戦          | 中日ドラゴンズ       | 3 - 1  | 読売ジャイアンツ   | 東京ドーム |
| 10月18日（木）         | 第2戦          | 中日ドラゴンズ       | 5 - 2  | 読売ジャイアンツ   | 東京ドーム |
| 10月19日（金）         | 第3戦          | 中日ドラゴンズ       | 5 - 4  | 読売ジャイアンツ   | 東京ドーム |
| 10月20日（土）         | 第4戦          | 中日ドラゴンズ       | 1 - 3  | 読売ジャイアンツ   | 東京ドーム |
| 10月21日（日）         | 第5戦          | 中日ドラゴンズ       | 2 - 3  | 読売ジャイアンツ   | 東京ドーム |
| 10月22日（月）         | 第6戦          | 中日ドラゴンズ       | 2 - 4  | 読売ジャイアンツ   | 東京ドーム |
| 勝者：読売ジャイアンツ |                |                      |        |                    |            |

## 試合経過等

### ファーストステージ

#### 第1戦（10月13日）
○中日 6 ‐ 1 ヤクルト●（ナゴヤドーム）
|          | 1 | 2 | 3 | 4 | 5 | 6 | 7 | 8 | 9 | R | H  | E |
| -------- | - | - | - | - | - | - | - | - | - | - | -- | - |
| ヤクルト | 0 | 0 | 0 | 0 | 0 | 0 | 1 | 0 | 0 | 1 | 5  | 0 |
| 中日     | 0 | 0 | 0 | 2 | 0 | 1 | 3 | 0 | X | 6 | 11 | 0 |

1. （中日1勝0敗）
2. ヤ：●石川（4回）‐ ロマン（2回）‐ 日高（0回0/3）‐ 松岡（1回）‐ 七條（1回）
3. 中：○中田賢（5回）‐ H田島（1回1/3）‐ H浅尾（0回2/3）‐ ソーサ（0回2/3）‐ S山井（1回1/3）
4. 勝利：中田賢（1勝）
5. セーブ：山井（1S）
6. 敗戦：石川（1敗）
7. 本塁打
ヤ：バレンティン1号（7回1点・田島）
中：和田1号（4回2点・石川）
8. 審判
［球審］木内
［塁審］中村（1B）、良川（2B）、有隅（3B）
［外審］杉本（LL）、森（RL）
9. 開始：14時00分 観衆：31,146人 時間：3時間11分

オーダー
| ヤクルト | ヤクルト | ヤクルト     |
| 打順     | 守備     | 選手         |
| -------- | -------- | ------------ |
| 1        | [中]     | 雄平         |
|          | 打中     | 上田         |
| 2        | [二]     | 田中浩       |
| 3        | [左]     | ミレッジ     |
| 4        | [右]     | バレンティン |
| 5        | [遊]     | 川端         |
| 6        | [三]     | 宮本         |
| 7        | [一]     | 畠山         |
| 8        | [捕]     | 相川         |
| 9        | [投]     | 石川         |
|          | 打       | 藤本         |
|          | 投       | ロマン       |
|          | 打       | 福地         |
|          | 投       | 日高         |
|          | 投       | 松岡         |
|          | 投       | 七條         |
|          | 打       | 武内         |

| 中日 | 中日   | 中日     |
| 打順 | 守備   | 選手     |
| ---- | ------ | -------- |
| 1    | [中]   | 大島     |
| 2    | [二]   | 荒木     |
| 3    | [三]一 | 森野     |
| 4    | [一]   | ブランコ |
|      | 投     | ソーサ   |
|      | 投     | 山井     |
| 5    | [左]   | 和田     |
|      | 走左   | 英智     |
| 6    | [遊]   | 井端     |
| 7    | [右]   | 堂上剛   |
|      | 走右   | 平田     |
| 8    | [捕]   | 谷繁     |
| 9    | [投]   | 中田賢   |
|      | 打     | 山﨑     |
|      | 投     | 田島     |
|      | 投     | 浅尾     |
|      | 三     | 堂上直   |

中日が11安打6得点で快勝し、ファイナルステージ進出に王手をかけた。
中日は4回裏無死1塁から和田の2点本塁打で先制し、試合の主導権を握った。6回裏には2死2塁から堂上剛の適時打で追加点を挙げた。ヤクルトは7回表にバレンティンの本塁打で1点を返すが、7回裏には1死満塁から和田の適時打などで3点を奪って突き放した。
中日先発の中田賢は5回を投げて被安打3・無四球・無失点。4投手の継投でヤクルトを封じた。
ヤクルトは先発・石川が制球に苦しむ投球で先制を許し、ロマン・日高・松岡の中継ぎ陣もそれぞれ失点、後がなくなった。

#### 第2戦（10月14日）
●中日 0 ‐ 1 ヤクルト○（ナゴヤドーム）
|          | 1 | 2 | 3 | 4 | 5 | 6 | 7 | 8 | 9 | R | H | E |
| -------- | - | - | - | - | - | - | - | - | - | - | - | - |
| ヤクルト | 0 | 0 | 0 | 1 | 0 | 0 | 0 | 0 | 0 | 1 | 5 | 0 |
| 中日     | 0 | 0 | 0 | 0 | 0 | 0 | 0 | 0 | 0 | 0 | 5 | 1 |

1. （中日1勝1敗）
2. ヤ：○館山（6回）‐ H押本（0回2/3）‐ H赤川（0回1/3）‐ Sバーネット（2回）
3. 中：●山内（5回）‐ 田島（1回）‐ 浅尾（1回）‐ 山井（1回）‐ 岩瀬（1回）
4. 勝利：館山（1勝）
5. 敗戦：山内（1敗）
6. 本塁打
ヤ：バレンティン2号（4回1点・山内）
7. 審判
［球審］有隅
［塁審］良川（1B）、杉本（2B）、森（3B）
［外審］木内（LL）、中村（RL）
8. 開始：14時01分 観衆：33,852人 時間：3時間26分

オーダー
| ヤクルト | ヤクルト | ヤクルト     |
| 打順     | 守備     | 選手         |
| -------- | -------- | ------------ |
| 1        | [左]     | ミレッジ     |
|          | 投       | 押本         |
|          | 投       | 赤川         |
|          | 左       | 福地         |
| 2        | [中]     | 上田         |
| 3        | [三]     | 宮本         |
| 4        | [右]     | バレンティン |
| 5        | [遊]     | 川端         |
| 6        | [一]     | 畠山         |
|          | 投       | バーネット   |
| 7        | [二]     | 田中浩       |
| 8        | [捕]     | 相川         |
| 9        | [投]     | 館山         |
|          | 打左一   | 武内         |

| 中日 | 中日 | 中日     |
| 打順 | 守備 | 選手     |
| ---- | ---- | -------- |
| 1    | [中] | 大島     |
| 2    | [二] | 荒木     |
| 3    | [三] | 森野     |
| 4    | [一] | ブランコ |
| 5    | [左] | 和田     |
| 6    | [遊] | 井端     |
| 7    | [右] | 堂上剛   |
| 8    | [捕] | 谷繁     |
| 9    | [投] | 山内     |
|      | 打   | 野本     |
|      | 投   | 田島     |
|      | 投   | 浅尾     |
|      | 打   | 山﨑     |
|      | 投   | 山井     |
|      | 投   | 岩瀬     |
|      | 打   | 平田     |

ヤクルトが最少得点差を守りきる完封リレーで、対戦成績を1勝1敗のタイに戻した。
ヤクルトは4回表、この回先頭打者のバレンティンが2試合連続となる本塁打を放って先制した。ヤクルト先発の館山は6回を投げて被安打4、4四球を与えながらも無失点の好投。更に3番手に第3戦の先発も予想された赤川を使い、守護神・バーネットを8回から投入する継投で、勝利をものにした。
中日は先発・山内が5回を被安打4・1失点と試合を作る投球をしたが、打線はチーム5安打の内、1番・大島が4安打をマークしたものの、大島・井端以外が揃って無安打に終わり、レギュラーシーズンで4敗を喫していた苦手の館山を、この試合でも攻略できなかった。

#### 第3戦（10月15日）
○中日 4 ‐ 1 ヤクルト●（ナゴヤドーム）
|          | 1 | 2 | 3 | 4 | 5 | 6 | 7 | 8 | 9 | R | H | E |
| -------- | - | - | - | - | - | - | - | - | - | - | - | - |
| ヤクルト | 0 | 1 | 0 | 0 | 0 | 0 | 0 | 0 | 0 | 1 | 6 | 1 |
| 中日     | 0 | 0 | 0 | 0 | 0 | 0 | 0 | 4 | X | 4 | 7 | 0 |

1. （中日2勝1敗）
2. ヤ：村中（5回1/3）‐ H押本（0回2/3）‐ 赤川（1回1/3）‐ ●山本哲（0回0/3）‐ バーネット（0回2/3）
3. 中：山本昌（3回）‐ 川上（2回）‐ 山井（2回）‐ ○浅尾（2回）
4. 勝利：浅尾（1勝）
5. 敗戦：山本哲（1敗）
6. 本塁打
中：ブランコ1号（8回4点・バーネット）
7. 審判
［球審］森
［塁審］杉本（1B）、木内（2B）、中村（3B）
［外審］有隅（LL）、良川（RL）
8. 開始：18時01分 観衆：23,264人 時間：3時間39分

オーダー
| ヤクルト | ヤクルト | ヤクルト     |
| 打順     | 守備     | 選手         |
| -------- | -------- | ------------ |
| 1        | [左]     | ミレッジ     |
| 2        | [二]     | 田中浩       |
| 3        | [一]     | 畠山         |
|          | 投       | 赤川         |
|          | 投       | 山本哲       |
|          | 中       | 上田         |
| 4        | [右]     | バレンティン |
| 5        | [遊]     | 川端         |
| 6        | [三]     | 宮本         |
| 7        | [中]     | 福地         |
|          | 投       | バーネット   |
| 8        | [捕]     | 相川         |
| 9        | [投]     | 村中         |
|          | 投       | 押本         |
|          | 一       | 武内         |

| 中日 | 中日 | 中日     |
| 打順 | 守備 | 選手     |
| ---- | ---- | -------- |
| 1    | [中] | 大島     |
| 2    | [二] | 荒木     |
| 3    | [遊] | 井端     |
| 4    | [左] | 和田     |
|      | 左   | 英智     |
| 5    | [一] | ブランコ |
| 6    | [右] | 平田     |
| 7    | [三] | 森野     |
| 8    | [捕] | 谷繁     |
| 9    | [投] | 山本昌   |
|      | 打   | 松井佑   |
|      | 投   | 川上     |
|      | 打   | 山﨑     |
|      | 投   | 山井     |
|      | 打   | 堂上直   |
|      | 投   | 浅尾     |

両チーム1勝1敗で迎えた第3戦は中日が終盤で逆転し、対戦成績2勝1敗でファイナルステージ進出を決めた。中日はクライマックスシリーズの制度導入から、6年連続6度目のファイナルステージ進出となる。
ヤクルトが2回表、先頭打者の宮本が安打で出塁すると、犠打と宮本の三盗で1死3塁の好機を作り、相川の適時打で先制。一方の中日は先発の山本昌を3イニングで早々に降板させて継投を選択し、2番手以降の川上・山井・浅尾が追加点を与えなかった。
中日は8回裏に安打・犠打・2四球で1死満塁とし、5番に下がっていた主砲・ブランコが、第2戦で2回を投げたヤクルト守護神・バーネットから満塁本塁打を放って逆転に成功した。
なお、この試合で中日の山本昌は、自身が持っていたポストシーズンゲーム最年長出場記録を更新し(47歳2か月)、今季限りでの引退を表明していたヤクルトの福地は、この試合が現役最後の公式戦出場となった。また、この試合の観衆23,264人は、クライマックスシリーズの制度導入以降、セ・リーグの試合では観衆の最少記録となった。この試合がナゴヤドームで行われた最後のポストシーズンのゲームとなっている。

### ファイナルステージ

#### 第1戦（10月17日）
●巨人 1 - 3 中日○（東京ドーム）
|      | 1 | 2 | 3 | 4 | 5 | 6 | 7 | 8 | 9 | R | H | E |
| ---- | - | - | - | - | - | - | - | - | - | - | - | - |
| 中日 | 0 | 0 | 1 | 0 | 0 | 1 | 0 | 0 | 1 | 3 | 9 | 0 |
| 巨人 | 0 | 0 | 0 | 1 | 0 | 0 | 0 | 0 | 0 | 1 | 5 | 0 |

1. （巨人1勝1敗）
2. 中：○大野（5回2/3）‐ H田島（1回1/3）‐ H浅尾（1回）‐ S山井（1回）
3. 巨：●内海（6回）‐ 福田（1回）‐ マシソン（1回）‐ 山口（1回）
4. 勝利：大野（1勝）
5. セーブ：山井（1S）
6. 敗戦：内海（1敗）
7. 審判
［球審］佐々木
［塁審］名幸（1B）、橘高（2B）、土山（3B）
［外審］白井（LL）、真鍋（RL）
8. 開始：18時00分 観衆：40,039人 時間：3時間21分

オーダー
| 中日 | 中日   | 中日     |
| 打順 | 守備   | 選手     |
| ---- | ------ | -------- |
| 1    | [中]   | 大島     |
| 2    | [二]   | 荒木     |
| 3    | [遊]   | 井端     |
| 4    | [左]   | 和田     |
| 5    | [一]   | ブランコ |
|      | 三     | 堂上直   |
| 6    | [右]   | 平田     |
| 7    | [三]一 | 森野     |
| 8    | [捕]   | 谷繁     |
| 9    | [投]   | 大野     |
|      | 投     | 田島     |
|      | 投     | 浅尾     |
|      | 打     | 松井佑   |
|      | 投     | 山井     |

| 巨人 | 巨人   | 巨人     |
| 打順 | 守備   | 選手     |
| ---- | ------ | -------- |
| 1    | [中]右 | 長野     |
| 2    | [二]   | 藤村     |
| 3    | [遊]   | 坂本     |
| 4    | [捕]   | 阿部     |
| 5    | [三]   | 村田     |
| 6    | [左]   | 高橋由   |
| 7    | [右]   | 矢野     |
|      | 投     | マシソン |
|      | 投     | 山口     |
|      | 打     | 石井     |
| 8    | [一]   | 亀井     |
| 9    | [投]   | 内海     |
|      | 投     | 福田     |
|      | 打中   | 松本哲   |

中日が接戦を制して対戦成績を1勝1敗(巨人のアドバンテージ1勝を含む)のタイとした。
中日が3回表、2死2塁から大島の適時打で先制。巨人は4回裏、1死1・2塁から高橋由の適時打で同点に追い付くが、中日は6回表2死1・2塁から平田の適時二塁打で勝ち越しに成功。9回表には1死1塁から谷繁の適時2塁打で追加点を挙げて突き放し、最後はファーストステージから4連投の山井が締めて競り勝った。
中日先発の大野は5回2/3を投げて被安打4、1失点。序盤は制球に苦しむ場面も見られたが、回を追う毎に立ち直りを見せ、最少失点にまとめてポストシーズンゲーム初登板で初勝利。後続の強力な救援投手陣も無失点リレーで巨人打線を封じた。一方、巨人先発の内海は中日の中軸を井端の1安打のみに抑えていたが、走者を置いた場面で打撃好調の大島と伏兵・平田に適時打を許し、また巨人打線は5安打が全て単打で長打が出ず、レギュラーシーズンで打撃3部門(打率・打点・出塁率)を制した4番・阿部も無安打に終わり、中日に競り負ける形になった。
なお、この試合で中日の谷繁は第4打席で適時二塁打を放ち、2010年の日本シリーズ第7戦の第5打席から続いていたポストシーズンゲームの連続打席無安打記録を、60打席でストップさせた。また、巨人はクライマックスシリーズの制度導入以来、ファイナルステージ初戦は5連敗となった。

#### 第2戦（10月18日）
●巨人 2 ‐ 5 中日○（東京ドーム）
|      | 1 | 2 | 3 | 4 | 5 | 6 | 7 | 8 | 9 | R | H  | E |
| ---- | - | - | - | - | - | - | - | - | - | - | -- | - |
| 中日 | 0 | 2 | 0 | 1 | 0 | 1 | 0 | 0 | 1 | 5 | 11 | 0 |
| 巨人 | 1 | 0 | 0 | 0 | 0 | 0 | 0 | 1 | 0 | 2 | 6  | 0 |

1. （巨人1勝2敗）
2. 中：○伊藤（7回2/3）‐ H浅尾（0回1/3）‐ S山井（1回）
3. 巨：●ホールトン（3回2/3）‐ 小山（2回1/3）‐ 高木京（1回）‐ 高木康（1回）‐ 西村（1回）
4. 勝利：伊藤（1勝）
5. セーブ：山井（2S）
6. 敗戦：ホールトン（1敗）
7. 本塁打
中：大島1号（6回1点・小山）
8. 審判
［球審］土山
［塁審］橘高（1B）、白井（2B）、真鍋（3B）
［外審］佐々木（LL）、名幸（RL）
9. 開始：18時01分 観衆：39,135人 時間：3時間40分

オーダー
| 中日 | 中日   | 中日     |
| 打順 | 守備   | 選手     |
| ---- | ------ | -------- |
| 1    | [中]   | 大島     |
| 2    | [二]   | 荒木     |
| 3    | [遊]   | 井端     |
| 4    | [左]   | 和田     |
|      | 三     | 堂上直   |
| 5    | [一]   | ブランコ |
|      | 走左   | 英智     |
| 6    | [右]   | 平田     |
| 7    | [三]一 | 森野     |
| 8    | [捕]   | 谷繁     |
| 9    | [投]   | 伊藤     |
|      | 投     | 浅尾     |
|      | 打     | 堂上剛   |
|      | 投     | 山井     |

| 巨人 | 巨人 | 巨人       |
| 打順 | 守備 | 選手       |
| ---- | ---- | ---------- |
| 1    | [右] | 長野       |
| 2    | [二] | 藤村       |
|      | 投   | 高木京     |
|      | 投   | 高木康     |
|      | 打   | 石井       |
|      | 投   | 西村       |
| 3    | [遊] | 坂本       |
| 4    | [捕] | 阿部       |
| 5    | [左] | 高橋由     |
| 6    | [三] | 村田       |
| 7    | [一] | 亀井       |
| 8    | [中] | 松本哲     |
| 9    | [投] | ホールトン |
|      | 投   | 小山       |
|      | 打二 | 古城       |

中日が一軍登録即先発となった伊藤の投打にわたる活躍で連勝し、対戦成績を2勝1敗とリードした。
巨人が初回、1死1塁から坂本の適時二塁打で先制するが、中日は2回表に平田・森野の連続安打と谷繁の四球で無死満塁の好機を作り、投手・伊藤自らの適時内野安打と大島の内野ゴロの間に3塁走者が生還して逆転に成功。その後は4回表に2死2塁から荒木の適時打、6回表は1死から大島の本塁打で突き放した。巨人は8回裏、2死1・3塁から長野の適時打で1点を返したが、9回表には1死満塁から谷繁の犠飛で着実に追加点を重ねた。
中日先発の伊藤は7回2/3を投げて被安打4、2失点。初回は制球が不安定で先制を許したが、2回以降は別人のような安定した投球で、6回まで一人の走者も許さず7三振を奪う好投を見せてポストシーズンゲーム初勝利。また打撃でも同点打となる適時打を含む4打数2安打の活躍を見せた。
一方、巨人先発のホールトンは立ち上がりから制球に苦しみ、3回2/3で3失点。打線も中日投手陣の前に5安打に抑えられた。

#### 第3戦（10月19日）
●巨人 4 ‐ 5 中日○（東京ドーム）
|      | 1 | 2 | 3 | 4 | 5 | 6 | 7 | 8 | 9 | 10 | R | H  | E |
| ---- | - | - | - | - | - | - | - | - | - | -- | - | -- | - |
| 中日 | 0 | 2 | 1 | 0 | 0 | 1 | 0 | 0 | 0 | 1  | 5 | 11 | 0 |
| 巨人 | 0 | 1 | 0 | 1 | 0 | 2 | 0 | 0 | 0 | 0  | 4 | 7  | 0 |

1. （巨人1勝3敗）
2. 中：山本昌（5回）‐ 田島（1回）‐ Hソーサ（1回）‐ H小林正（1回）‐ ○武藤（1回）‐ S岩瀬（1回）
3. 巨：宮國（5回）‐ 福田（0回0/3）‐ 高木京（1回）‐ Hマシソン（1回）‐ H山口（2回）‐ ●西村（1回）
4. 勝利：武藤（1勝）
5. セーブ：岩瀬（1S）
6. 敗戦：西村（1敗）
7. 本塁打
中：和田1号（6回1点・福田）
巨：村田1号（4回1点・山本昌）、高橋由1号（6回2点・田島）
8. 審判
［球審］真鍋
［塁審］白井（1B）、佐々木（2B）、名幸（3B）
［外審］土山（LL）、橘高（RL）
9. 開始：18時01分 観衆：44,744人 時間：3時間41分

オーダー
| 中日 | 中日   | 中日     |
| 打順 | 守備   | 選手     |
| ---- | ------ | -------- |
| 1    | [中]   | 大島     |
| 2    | [二]   | 荒木     |
| 3    | [遊]   | 井端     |
| 4    | [左]   | 和田     |
| 5    | [一]   | ブランコ |
|      | 三     | 堂上直   |
| 6    | [右]   | 平田     |
| 7    | [三]一 | 森野     |
| 8    | [捕]   | 谷繁     |
| 9    | [投]   | 山本昌   |
|      | 打     | 山﨑     |
|      | 投     | 田島     |
|      | 投     | ソーサ   |
|      | 打     | 松井佑   |
|      | 投     | 小林正   |
|      | 投     | 武藤     |
|      | 打     | 堂上剛   |
|      | 投     | 岩瀬     |

| 巨人 | 巨人   | 巨人     |
| 打順 | 守備   | 選手     |
| ---- | ------ | -------- |
| 1    | [中]右 | 長野     |
| 2    | [左]   | 谷       |
|      | 投     | 山口     |
|      | 打     | 矢野     |
|      | 二     | 古城     |
| 3    | [遊]   | 坂本     |
| 4    | [捕]   | 阿部     |
| 5    | [右]左 | 高橋由   |
| 6    | [三]   | 村田     |
| 7    | [一]   | ボウカー |
| 8    | [二]   | 寺内     |
|      | 打     | 藤村     |
|      | 投     | 西村     |
| 9    | [投]   | 宮國     |
|      | 打     | 中井     |
|      | 投     | 福田     |
|      | 投     | 高木京   |
|      | 投     | マシソン |
|      | 打中   | 松本哲   |

互いに点を取り合う展開で延長戦となった第3戦は、中日が競り勝って敵地3連勝。対戦成績を3勝1敗として日本シリーズ出場に王手をかけた。
中日が2回表1死満塁から谷繁の2点適時打で先制。巨人はその裏、1死1・2塁から寺内の適時打で1点差とするが、中日は3回表1死3塁から井端の犠飛で再び2点差とした。巨人は4回裏1死から村田の本塁打でまたも1点差に追い上げるが、中日は6回表、先頭打者の和田が本塁打を放って再び2点差とした。しかし巨人は6回表1死1塁から高橋由の2点本塁打で遂に同点に追い付き、4‐4のまま今シリーズ初の延長戦に突入した。中日は10回表1死1・3塁の好機を作り、谷繁のスクイズ失敗で二死となったものの、代打・堂上剛が決勝点となる適時打を放って勝ち越しに成功。最後はファイナルステージ初登板の岩瀬が締めた。
中日・山本昌、巨人・宮國の両先発投手は共に制球が不安定で互いに失点を重ね合うが、中日は同点に追いつかれはしたものの一度も巨人にリードを許さず、ソーサ-小林正-武藤-岩瀬の救援投手陣が無失点で繋いで最後に勝利をものにした。巨人も高木京-マシソン-山口の中継ぎ投手陣の頑張りで熱戦を演出したが、クローザー西村が踏ん張りきれず、3連敗で後がなくなった。
この試合が、中日最後のポストシーズン勝利になっている。

#### 第4戦（10月20日）
○巨人 3 ‐ 1 中日●（東京ドーム）
|      | 1 | 2 | 3 | 4 | 5 | 6 | 7 | 8 | 9 | R | H  | E |
| ---- | - | - | - | - | - | - | - | - | - | - | -- | - |
| 中日 | 0 | 0 | 0 | 0 | 0 | 0 | 1 | 0 | 0 | 1 | 11 | 0 |
| 巨人 | 0 | 0 | 2 | 0 | 0 | 0 | 0 | 1 | X | 3 | 6  | 0 |

1. （巨人2勝3敗）
2. 中：●川上（4回）‐ ソーサ（1回）‐ 三瀬（1回）‐ 武藤（1回）‐ 田島（0回1/3）‐ 小林正（0回2/3）
3. 巨：○澤村（6回）‐ H山口（1回）‐ Hマシソン（1回）‐ S西村（1回）
4. 勝利：澤村（1勝）
5. セーブ：西村（1敗1S）
6. 敗戦：川上（1敗）
7. 審判
［球審］名幸
［塁審］佐々木（1B）、土山（2B）、橘高（3B）
［外審］真鍋（LL）、白井（RL）
8. 開始：18時01分 観衆：46,158人 時間：2時間57分

オーダー
| 中日 | 中日 | 中日     |
| 打順 | 守備 | 選手     |
| ---- | ---- | -------- |
| 1    | [中] | 大島     |
| 2    | [二] | 荒木     |
| 3    | [遊] | 井端     |
| 4    | [左] | 和田     |
| 5    | [一] | ブランコ |
| 6    | [右] | 平田     |
| 7    | [三] | 森野     |
| 8    | [捕] | 谷繁     |
| 9    | [投] | 川上     |
|      | 打   | 野本     |
|      | 投   | ソーサ   |
|      | 打   | 山﨑     |
|      | 投   | 三瀬     |
|      | 投   | 武藤     |
|      | 打   | 堂上剛   |
|      | 投   | 田島     |
|      | 投   | 小林正   |

| 巨人 | 巨人   | 巨人     |
| 打順 | 守備   | 選手     |
| ---- | ------ | -------- |
| 1    | [右]   | 長野     |
| 2    | [中]   | 松本哲   |
| 3    | [遊]   | 坂本     |
| 4    | [捕]   | 阿部     |
| 5    | [左]   | 高橋由   |
|      | 投     | 西村     |
| 6    | [三]   | 村田     |
| 7    | [一]   | ボウカー |
|      | 打     | 矢野     |
|      | 二     | 寺内     |
| 8    | [二]一 | 古城     |
| 9    | [投]   | 澤村     |
|      | 投     | 山口     |
|      | 打     | 小笠原   |
|      | 投     | マシソン |
|      | 左     | 鈴木尚   |

巨人が効率よく得点を挙げてファイナルステージ2勝目(アドバンテージの1勝を含む)。対戦成績を2勝3敗として、シリーズの決着は第5戦以降に持ち越された。
巨人が3回裏、1死2塁から、坂本・阿部の適時打で2点を奪って先制し、試合の主導権を握った。中日は7回表、一死1・3塁から井端の適時打で1点を返したが、巨人は8回裏、一死1・2塁から、阿部の適時打で追加点を挙げて、そのまま逃げ切った。
巨人先発の澤村は6回を投げて被安打7・与四死球2ながらも無失点。走者は出しても粘りの投球で、中日に得点を許さなかった。また打線も第3戦まで打点のなかった4番・阿部が2打点を挙げ、チームとしては3併殺を喫しながらも、3度の得点機で2度得点に結びつける効率の良い攻撃で勝利をものにした。
中日は巨人を上回る11安打をマークしながら、4度あった得点機のうち1度しか得点に結び付けられず、2度あった満塁の好機がいずれも無得点に終わるなど11残塁の拙攻だった。

#### 第5戦（10月21日）
○巨人 3x ‐ 2 中日●（東京ドーム）
|      | 1 | 2 | 3 | 4 | 5 | 6 | 7 | 8 | 9  | R | H | E |
| ---- | - | - | - | - | - | - | - | - | -- | - | - | - |
| 中日 | 0 | 0 | 0 | 0 | 2 | 0 | 0 | 0 | 0  | 2 | 8 | 0 |
| 巨人 | 0 | 2 | 0 | 0 | 0 | 0 | 0 | 0 | 1x | 3 | 9 | 0 |

1. （巨人3勝3敗）
2. 中：山内（3回0/3）‐ 三瀬（1回）‐ H武藤（1回）‐ H小林正（0回2/3）‐ H田島（2回）‐ H髙橋聡（0回1/3）‐ ●岩瀬（0回1/3）‐ 山井（0回0/3）
3. 巨：内海（4回1/3）‐ H福田（2回2/3）‐ ○マシソン（2回）
4. 勝利：マシソン（1勝）
5. 敗戦：岩瀬（1敗1S）
6. 本塁打
中：ブランコ1号（5回2点・内海）
7. 審判
［球審］橘高
［塁審］土山（1B）、真鍋（2B）、白井（3B）
［外審］名幸（LL）、佐々木（RL）
8. 開始：18時01分 観衆：45,897人 時間：3時間40分

オーダー
| 中日 | 中日 | 中日     |
| 打順 | 守備 | 選手     |
| ---- | ---- | -------- |
| 1    | [中] | 大島     |
| 2    | [二] | 荒木     |
| 3    | [遊] | 井端     |
| 4    | [一] | ブランコ |
| 5    | [左] | 和田     |
| 6    | [三] | 森野     |
| 7    | [右] | 平田     |
| 8    | [捕] | 谷繁     |
| 9    | [投] | 山内     |
|      | 投   | 三瀬     |
|      | 投   | 武藤     |
|      | 打   | 野本     |
|      | 投   | 小林正   |
|      | 投   | 田島     |
|      | 投   | 髙橋聡   |
|      | 打   | 松井佑   |
|      | 投   | 岩瀬     |
|      | 投   | 山井     |

| 巨人 | 巨人 | 巨人     |
| 打順 | 守備 | 選手     |
| ---- | ---- | -------- |
| 1    | [右] | 長野     |
| 2    | [中] | 松本哲   |
|      | 打   | 谷       |
|      | 打   | 石井     |
| 3    | [遊] | 坂本     |
| 4    | [捕] | 阿部     |
| 5    | [左] | 高橋由   |
| 6    | [三] | 村田     |
| 7    | [一] | ボウカー |
|      | 打   | 矢野     |
|      | 走   | 鈴木尚   |
| 8    | [二] | 古城     |
| 9    | [投] | 内海     |
|      | 投   | 福田     |
|      | 打   | 小笠原   |
|      | 投   | マシソン |
|      | 打   | 寺内     |

巨人がサヨナラ勝ちで連勝。対戦成績を3勝3敗のタイに戻し、シリーズの決着は最終第6戦にもつれ込むこととなった。
巨人が2回裏、1死満塁から古城の2点適時打で先制。中日は5回表、1死1塁からブランコの2点本塁打で追い付き、2-2のまま終盤に向かった。巨人は9回裏、中日7番手の岩瀬を攻めて1死満塁・一打サヨナラの好機を作る。ここで中日はクローザー・山井を投入するが、巨人は代打の代打・石井が山井の5球目を左前に弾き返すサヨナラ安打で、接戦を制した。
巨人は第1戦先発から中3日で内海を先発に立てたが、5回に同点本塁打を許して降板。しかし後を継いだ福田-マシソンが中日に追加点を与えなかった。中日は先発・山内が4回裏先頭打者・村田の打球が左足を直撃(記録は投手強襲内野安打)して負傷降板。緊急登板となった2番手・三瀬以降の救援投手陣が踏ん張ったが、ベテラン・岩瀬が誤算となり、8人の投手を注ぎ込む執念の継投も実らなかった。打線も6番に打順が上がった森野が、2度の得点圏でいずれも凡退に終わり、また2回表の平田の走塁ミス(3塁オーバーランで憤死)や、7回表にブランコの打席で3-2からヒットエンドランを仕掛けて失敗(記録はブランコの三振と井端の盗塁死)など、ミスも重なるなどして、好機を生かせなかった。
なお、プレーオフ・クライマックスシリーズでのサヨナラ勝ちは、2011年クライマックス・パ ファイナルステージ第3戦のソフトバンク以来史上7度目で、巨人はクライマックスシリーズで初のサヨナラ勝ち。ポストシーズンでは2009年の日本シリーズ・対日本ハム第5戦での阿部のサヨナラ本塁打以来となった。また、プレーオフ・クライマックスシリーズで代打の選手によるサヨナラ打は史上初だが、「代打の代打」によるサヨナラ打は日本シリーズでも例がなく、ポストシーズンゲーム史上初となった(石井は代打・谷の代打として出場)。また中日がポストシーズンでのサヨナラ負けは1988年の日本シリーズ第5戦以来24年ぶりである。
終盤の継投をめぐって監督の高木守道と投手コーチの権藤博の対立が表面化し、本シリーズ終了直後に権藤の退団が発表されたが、権藤についてのこうした投手起用をめぐる監督との対立-退団は、1989年の近鉄退団のときと重ね合わせても見られる。
なお、この試合でブランコが放った2点本塁打は、中日がポストシーズンでの最後のアーチとなっている。

#### 第6戦（10月22日）
○巨人 4 ‐ 2 中日●（東京ドーム）
|      | 1 | 2 | 3 | 4 | 5 | 6 | 7 | 8 | 9 | R | H  | E |
| ---- | - | - | - | - | - | - | - | - | - | - | -- | - |
| 中日 | 0 | 0 | 0 | 0 | 0 | 1 | 0 | 0 | 1 | 2 | 8  | 0 |
| 巨人 | 0 | 3 | 0 | 0 | 1 | 0 | 0 | 0 | X | 4 | 10 | 0 |

1. （巨人4勝3敗）
2. 中：●伊藤（1回1/3）‐ 武藤（0回2/3）‐ 三瀬（1回）‐ 山井（2回）‐ 大野（3回）
3. 巨：○ホールトン（5回）‐ H澤村（1回）‐ H山口（2回）‐ S西村（1回）
4. 勝利：ホールトン（1勝1敗）
5. セーブ：西村（1敗2S）
6. 敗戦：伊藤（1勝1敗）
7. 本塁打
巨：村田2号（5回1点・山井）
8. 審判
［球審］白井
［塁審］真鍋（1B）、名幸（2B）、佐々木（3B）
［外審］橘高（LL）、土山（RL）
9. 開始：18時01分 観衆：44,351人 時間：3時間18分

オーダー
| 中日 | 中日 | 中日     |
| 打順 | 守備 | 選手     |
| ---- | ---- | -------- |
| 1    | [中] | 大島     |
| 2    | [二] | 荒木     |
| 3    | [遊] | 井端     |
| 4    | [一] | ブランコ |
| 5    | [左] | 和田     |
| 6    | [三] | 森野     |
| 7    | [右] | 平田     |
|      | 投   | 山井     |
|      | 打   | 野本     |
|      | 投   | 大野     |
|      | 打   | 堂上直   |
|      | 走   | 英智     |
| 8    | [捕] | 谷繁     |
| 9    | [投] | 伊藤     |
|      | 投   | 武藤     |
|      | 投   | 三瀬     |
|      | 右   | 堂上剛   |

| 巨人 | 巨人 | 巨人       |
| 打順 | 守備 | 選手       |
| ---- | ---- | ---------- |
| 1    | [右] | 長野       |
| 2    | [中] | 松本哲     |
| 3    | [遊] | 坂本       |
| 4    | [捕] | 阿部       |
| 5    | [左] | 高橋由     |
|      | 投   | 山口       |
|      | 投   | 西村       |
| 6    | [三] | 村田       |
| 7    | [一] | 古城       |
| 8    | [二] | 寺内       |
| 9    | [投] | ホールトン |
|      | 打   | ボウカー   |
|      | 投   | 澤村       |
|      | 左   | 鈴木尚     |

巨人が3連敗の後ミラクル大逆転で3連勝、対戦成績4勝3敗で3年ぶり33度目の日本シリーズ進出を決めた。
セ・リーグのCSでは史上初めて第6戦が開催され、巨人・ホールトン、中日・伊藤が共に第2戦以来の中3日で先発した。巨人は2回裏、高橋由・村田・古城の3連打で無死満塁の好機を作り、寺内の2点適時打で先制。さらに一死二・三塁から長野の適時打で3点目を奪って試合の主導権を握り、中盤の5回裏には村田のソロ本塁打で追加点を挙げ、そのまま逃げ切った。
巨人先発のホールトンは立ち上がりこそ制球に苦しんだものの、回を追う毎に立ち直り、5回を投げて無失点。2番手には第4戦先発から中1日で澤村を投入し、さらに山口・西村と繋いで、中日の反撃を封じた。
中日先発の伊藤は、高めに浮いた球を痛打され、1回1/3・3失点で降板。打線は6回表、一死三塁から和田の内野ゴロの間に1点を返し、9回表にも二死三塁から大島の適時打で1点を返すが、反撃もここまで。初回2四球で作った一死一・二塁の好機でブランコ・和田が連続三振に倒れて先制機を逸したことが響いた。監督の高木は1994年の「10.8決戦」同様、またしても最後の1勝を挙げることができず、巨人の前に涙を飲むこととなった。
なお、既に引退を表明していた中日の英智は、9回表に堂上直の代走で出場し、この試合が現役最後の公式戦試合出場となった。また、中日はこの年を最後に全12球団で最もCS出場から遠ざかっている（2020年は8年ぶりにAクラス入りを果たしたが、新型コロナウイルス蔓延による開幕延期などの影響で日程変更が行われたことによりCSは開催されなかった）。

## 表彰選手
- MVP：石井義人（巨人） － 第5戦で9回裏に代打で出場し、サヨナラ適時打。

## テレビ・ラジオ放送

### テレビ放送

#### ファーストステージ放送日程
第1戦（10月13日）
- 東海テレビ≪中京広域圏ローカル≫
  - 実況：斉藤誠征、解説：谷澤健一、立浪和義（2013 ワールド・ベースボール・クラシック日本代表打撃コーチ）
リポーター：森脇淳（中日サイド・ヒーローインタビュー）、小田島卓生（ヤクルトサイド）、加藤晃（監督インタビュー）
  - 放送時間：13:45 - 17:00（17:00以降は『pluspo』内で放送）
- NHK BS1
  - 実況：小野塚康之（FK）、解説：梨田昌孝、リポーター：広坂安伸（CK、中日サイド）、星野圭介（AK、ヤクルトサイド）
  - 放送時間：14:00 - 17:30（延長あり）
- J SPORTS 2
  - 実況：石原敬士、解説：森繁和、ゲスト解説：落合博満
  - 放送時間：13:50 - 17:30（試合終了まで）

第2戦（10月14日）
- 中部日本放送≪中京広域圏ローカル≫
  - 実況：角上清司、解説：山田久志、森繁和、リポーター：高田寛之（両サイド兼務・ヒーローインタビュー）
  - 放送時間：13:55 - 17:00（延長あり、17:30まで放送）[注釈 2]
- NHK BS1
  - 実況：広坂安伸（CK）、解説：小早川毅彦、リポーター：森中直樹（BK、中日サイド）、星野圭介（AK、ヤクルトサイド）
  - 放送時間：14:14 - 17:30（延長あり、17:40まで放送）[注釈 3]
- J SPORTS 2
  - 実況：島村俊治、解説：大塚光二、リポーター：下嶋兄
  - 放送時間：13:55 - 18:00（試合終了まで）

第3戦（10月15日）
- 東海テレビ≪中京広域圏ローカル≫
  - 実況：小田島卓生、解説：谷澤健一、鹿島忠
リポーター：森脇淳（中日サイド・ヒーローインタビュー）、加藤晃（ヤクルトサイド）、斉藤誠征（監督インタビュー）
  - 放送時間：19:00 ‐ 20:54
- NHK BS1（102chで放送）
  - 実況：森中直樹（BK）、解説：梨田昌孝、リポーター：浅井僚馬（CK、中日サイド）、渡辺憲司（BK、ヤクルトサイド）
  - 放送時間：18:00 - 21:30（延長あり）
- J SPORTS 2
  - 実況：島村俊治、解説：川崎憲次郎
  - 放送時間：17:55 - 22:00（試合終了まで）

#### ファイナルステージ放送日程
地上波放送は全戦を日本テレビ系列（NNN・NNS）が全国中継するが、札幌テレビ放送（STV）は北海道日本ハムファイターズが、福岡放送（FBS）は福岡ソフトバンクホークスが各々クライマックス・パ ファイナルステージに出場するため、第2戦と第3戦はSTV制作のクライマックス・パ中継に差し替えて放送するため中継しなかったが、試合中随時結果を伝えた。また、クロスネット局では福井放送（FBC、テレビ朝日系列とのクロスネット）は全試合中継したが、テレビ大分（TOS、フジテレビ系列とのクロスネット）は第2戦・第3戦、テレビ宮崎（UMK、フジテレビ系列、テレビ朝日系列とのクロスネット）は第1戦・第2戦・第4戦についてはいずれもフジテレビの同時ネット放送枠が組まれているため中継しなかった。
第1戦（10月17日）
- 日本テレビ≪日本テレビ系列、UMKを除く≫
  - 実況：平川健太郎、解説：山本浩二（2013 ワールド・ベースボール・クラシック日本代表監督）、江川卓
ゲスト解説：金本知憲（元阪神タイガース、シーズン終了時に引退）
副音声：亀梨和也（KAT-TUN）、石井琢朗（元広島東洋カープ、シーズン終了時に引退）、副音声実況：佐藤義朗
リポーター：河村亮（巨人サイド）、吉田太一（CTV、中日サイド・監督インタビュー兼務）、新谷保志（ヒーローインタビュー）、田辺研一郎（各地の途中経過情報）
  - 放送時間：19:00 - 20:54（延長なし）
- 日テレG+、BS日テレ
  - 実況：新谷保志 ※17:30 - 19:00、19:00以降の実況・解説は地上波と同じ。
  - 放送時間：G+は17:30 - 22:00（試合終了まで）、BS日テレは18:00 - 19:00（トップ中継）、20:52 - 21:54（リレー中継）

第2戦（10月18日）
- 日本テレビ≪日本テレビ系列、STV・FBS・TOS・UMKを除く≫
  - 実況：新谷保志、解説：水野雄仁、立浪和義
ゲスト解説：石井琢朗
副音声：亀梨和也（KAT-TUN）、三浦大輔（横浜DeNAベイスターズ）、副音声実況：上重聡
リポーター：田辺研一郎（巨人サイド）、吉田太一（CTV、中日サイド・監督インタビュー兼務）、河村亮（ヒーローインタビュー）、平川健太郎（各地の途中経過情報）
  - 放送時間：19:00 - 20:54（延長なし）
- 日テレG+
  - 実況：河村亮 ※17:30 - 19:00、19:00以降の実況・解説は地上波と同じ。
  - 放送時間：17:30 - 22:00（試合終了まで）
- NHK BS1
  - 実況：工藤三郎（AK）、解説：梨田昌孝、リポーター：宮田貴行（AK、巨人サイド）、浅井僚馬（CK、中日サイド）
  - 放送時間：18:00 - 21:30（延長あり）

第3戦（10月19日）
- 日本テレビ≪日本テレビ系列、STV・FBS・TOSを除く≫
  - 実況：河村亮、解説：桑田真澄、赤星憲広、ゲスト解説：三浦大輔
副音声：亀梨和也（KAT-TUN）、立浪和義、副音声実況：上重聡
リポーター：新谷保志（巨人サイド）、吉田太一（CTV、中日サイド・監督インタビュー兼務）、田辺研一郎（ヒーローインタビュー）、平川健太郎（各地の途中経過情報）
  - 放送時間：19:00 - 20:54（延長なし）
- 日テレG+、BS日テレ
  - 実況：田辺研一郎 ※17:30 - 19:00、19:00以降の実況・解説は地上波と同じ。
  - 放送時間：G+は17:30 - 22:00（試合終了まで）、BS日テレは18:00 - 19:00（トップ中継）、20：52 - 21:54（後リレー中継）

日本シリーズ進出決定戦の可能性があった場合、地上波で19:00－試合終了まで送り、BSは後リレー無しの予定だったが、進出決定の可能性がないため上記となった。
第4戦（10月20日）
- 日本テレビ≪日本テレビ系列、UMKを除く≫
  - 実況：田辺研一郎、解説：山本浩二、堀内恒夫、ゲスト解説：前田健太（広島東洋カープ）
副音声：亀梨和也（KAT-TUN）、能見篤史（阪神タイガース）、副音声実況：佐藤義朗
リポーター：新谷保志（巨人サイド・監督インタビュー兼務）、吉田太一（CTV、中日サイド）、平川健太郎（ヒーローインタビュー）、河村亮（告知）
  - 放送時間：19:00 - 21:09（15分延長）
- 日テレG+、BS日テレ
  - 実況：平川健太郎 ※17:30 - 19:00、19:00以降の実況・解説は地上波と同じ。
  - 放送時間：G+は17:30 - 22:00（試合終了まで）、BS日テレは18:00 - 19:00（トップ中継）

第5戦（10月21日）
- 日本テレビ≪日本テレビ系列≫
  - 実況：平川健太郎、解説：吉村禎章、桑田真澄、ゲスト解説：小久保裕紀（元福岡ソフトバンクホークス、クライマックス・パ終了時に引退）
副音声：亀梨和也（KAT-TUN）、上田晋也（くりぃむしちゅー）、江川卓、副音声実況：佐藤義朗
リポーター：田辺研一郎（巨人サイド・監督インタビュー兼務）、吉田太一（CTV、中日サイド）、新谷保志（ヒーローインタビュー）
  - 放送時間：19:00 - 21:49（55分延長）
- 日テレG+、BS日テレ
  - 実況：新谷保志 ※17:30 - 19:00、19:00以降の実況・解説は地上波と同じ。
  - 放送時間：G+は17:30 - 22:00（試合終了まで）、BS日テレは18:00 - 19:00（トップ中継）

第6戦（10月22日）
- 日本テレビ≪日本テレビ系列≫
  - 実況：新谷保志、解説：江川卓、篠塚和典
副音声：亀梨和也（KAT-TUN）、立浪和義、副音声実況：佐藤義朗
リポーター：平川健太郎（巨人サイド）、吉田太一（CTV、中日サイド）、田辺研一郎（監督インタビュー）
  - 放送時間：19:00 - 21:29（35分延長）
- 日テレG+、BS日テレ
  - 実況：田辺研一郎 ※17:30 - 19:00、19:00以降の実況・解説は地上波と同じ。
  - 放送時間：G+は17:30 - 22:00（試合終了まで）、BS日テレは18:00 - 19:00（トップ中継）

### ラジオ放送

#### ファーストステージ放送日程
在阪局は前年とは異なり、2010年同様の方針で、朝日放送（ABC）は中部日本放送（CBC）との、毎日放送（MBS）は東海ラジオ（SF）とのネットに固定して放送するが、MBSは日曜デーゲーム開催となる第2戦の中継を行わなかった。また、TBSラジオもナイトゲームとなる第3戦のみの中継となった。
第1戦（10月13日）
- CBCラジオ≪ABCとの2局ネット≫
  - 実況：高田寛之、解説：牛島和彦、リポーター：角上清司（両サイド兼務）
  - 放送時間：14:00 - （試合終了まで）
- 東海ラジオ（SF）≪MBSとの2局ネット≫
  - 実況：森貴俊、解説：中利夫、リポーター：北山靖（中日サイド）、師岡正雄（LF、ヤクルトサイド）
  - 放送時間：14:00 - （試合終了まで）
- ニッポン放送（LF）≪関東広域圏ローカル≫
  - 実況：松本秀夫、解説：江本孟紀、リポーター：胡口和雄（中日サイド）、師岡正雄（ヤクルトサイド）
  - 放送時間：14:00 - （試合終了まで）
- NHKラジオ第1≪愛知県・岐阜県・三重県のみ≫
  - 実況：別井敬之（FK）、解説：小早川毅彦、リポーター：広坂安伸（CK、中日サイド）、星野圭介（AK、ヤクルトサイド）
  - 放送時間：14:05 - （試合終了まで）

第2戦（10月14日）
- CBCラジオ≪ABCとの2局ネット≫
  - 実況：水分貴雅、解説：小松辰雄、リポーター：宮部和裕（両サイド兼務）
  - 放送時間：14:00 - （試合終了まで）
- 東海ラジオ（SF）≪中京広域圏ローカル≫
  - 実況：大澤広樹、解説：鹿島忠、リポーター：吉川秀樹（中日サイド）、松本秀夫（LF、ヤクルトサイド）
  - 放送時間：14:00 - （試合終了まで）
- ニッポン放送（LF）≪関東広域圏ローカル≫
  - 実況：師岡正雄、解説：若松勉、リポーター：胡口和雄（中日サイド）、松本秀夫（ヤクルトサイド）
  - 放送時間：14:00 - （試合終了まで）
※15:36 - 15:48、および15:52 - 15:53に中断あり（京都競馬場『秋華賞』実況中継・払い戻し報告のため）
- NHKラジオ第1≪愛知県・岐阜県・三重県のみ≫
  - 実況：浅井僚馬（CK）、解説：鈴木啓示、リポーター：森中直樹（BK、中日サイド）、星野圭介（AK、ヤクルトサイド）
  - 放送時間：14:05 - （試合終了まで）

第3戦（10月15日）
- CBCラジオ≪ABCとの2局ネット≫
  - 実況：若狭敬一、解説：山田久志、リポーター：角上清司（中日サイド）、小笠原亘（TBS、ヤクルトサイド）
※ABCは小縣裕介と吉田義男によるスタジオトーク（イニング間の解説）を行った。
  - 放送時間：CBCは17:57 - 、ABCは18:00 - （試合終了まで）
- 東海ラジオ（SF）≪MBSとの2局ネット≫
  - 実況：村上和宏、解説：野口茂樹、リポーター：吉川秀樹（中日サイド）、清水久嗣（LF、ヤクルトサイド）
  - 放送時間：18:00 - （試合終了まで）
- ニッポン放送（LF）≪関東広域圏ローカル≫
  - 実況：胡口和雄、解説：田尾安志、リポーター：師岡正雄（中日サイド）、清水久嗣（ヤクルトサイド）
  - 放送時間：18:00 - （試合終了まで）
- TBSラジオ≪関東広域圏ローカル≫
  - 実況：新タ悦男、解説：佐々木主浩、リポーター：角上清司（CBC、中日サイド）、小笠原亘（ヤクルトサイド）
  - 放送時間：17:50 - （試合終了まで）
- NHKラジオ第1≪愛知県・岐阜県・三重県のみ≫
  - 実況：星野圭介（AK）、解説：小早川毅彦、リポーター：浅井僚馬（CK、中日サイド）、渡辺憲司（BK、ヤクルトサイド）
  - 放送時間：18:00 - （中断あり・試合終了まで）

#### ファイナルステージ放送日程
中日ドラゴンズのファイナルステージ進出に伴い、在名局はJRN系列の中部日本放送（CBC）が敵地乗り込み自社制作で中継を行ったのに対し、NRN系列の東海ラジオ放送（SF）は以前から巨人主管試合での独自放送（自社制作・裏送りともに）を制限されているため、今回もキー局のニッポン放送（LF）からネット受けを行った。また、在阪局は聴取率調査期間を跨いでいることから、朝日放送（ABC）は第3戦まで、毎日放送（MBS）は第5戦まで東京ドームにスタッフを派遣して自社制作を行い（ABCは第4戦以降をTBSラジオから、MBSは第6戦のみニッポン放送から、それぞれネット受け）、両局とも阪神の現役選手をプレイヤーズゲストとして迎えたり、今季で引退した阪神在籍経験者をゲスト解説として招くといった試みを採った。なお第4・5戦のABCはファーストステージ第3戦と同様の要領で、ネット受けをする放送局の音源を交えつつ、イニングインターバルを利用して、ABCのアナウンサー・解説者によるスタジオ解説を入れるコーナーも行った。アール・エフ・ラジオ日本はファイナルステージのみの中継であるが、2010年以来のCS中継となった。その2年前の中継試合が岐阜放送（GBS）へのネットが制限される中日主管試合であったことから、GBSにとっては2009年以来のCS中継となった。ラジオ関西（CRK）は10月17日の第1戦のみ中継した。
NHKラジオ第1放送の同時放送を行うNHKワールド・ラジオ日本では全国放送となる第4戦以降の試合を放送したが、18時台は国際放送独自編成が組まれているため、第4戦と第5戦は19:20から。第6戦は19:30からそれぞれ「NHKきょうのニュース」終了後の実質飛び乗りで放送された。
第1戦（10月17日）
- ニッポン放送（LF）≪SFとの2局ネット≫
  - 実況：山田透、解説：野村克也、リポーター：師岡正雄（巨人サイド）、大澤広樹（SF、中日サイド）
  - 放送時間：LFは17:30 - 、SFは18:00 ‐ （試合終了まで）
- TBSラジオ≪関東広域圏ローカル≫
  - 実況：椎野茂、解説：緒方耕一、ゲスト解説：三浦大輔（横浜DeNAベイスターズ）
リポーター：初田啓介（巨人サイド）、新タ悦男（中日サイド）
  - 放送時間：17:50 - （試合終了まで）
- ラジオ日本≪GBS・CRKとの3局ネット≫
  - 実況：矢田雄二郎、解説：水野雄仁、リポーター：小林幸明（両サイド兼務[注釈 4]）
  - 放送時間：17:55 - （試合終了まで）
- CBCラジオ≪中京広域圏ローカル≫
  - 実況：若狭敬一、解説：牛島和彦、リポーター：初田啓介（TBS、巨人サイド）、宮部和裕（中日サイド）
  - 放送時間：17:57 - （試合終了まで）
- ABCラジオ≪近畿広域圏ローカル≫
  - 実況：清水次郎、解説：矢野燿大
ゲスト：下柳剛（東北楽天ゴールデンイーグルス、リポーター：岩本計介（両サイド兼務）
  - 放送時間：17:55 - （試合終了まで）
- MBSラジオ≪近畿広域圏ローカル≫
  - 実況：馬野雅行、ゲスト解説：桧山進次郎（阪神タイガース）、リポーター：仙田和吉（両サイド兼務）
  - 放送時間：17:54 - （試合終了まで）
- NHKラジオ第1≪愛知県・岐阜県・三重県のみ≫
  - 実況：浅井僚馬（CK）、解説：梨田昌孝、リポーター：宮田貴行（AK、巨人サイド）、広坂安伸（CK、中日サイド）
  - 放送時間：18:00 ‐ （試合終了まで）

第2戦（10月18日）
- ニッポン放送（LF）≪SFとの2局ネット≫
  - 実況：師岡正雄、解説：江本孟紀、リポーター：胡口和雄（巨人サイド）、大澤広樹（SF、中日サイド）
  - 放送時間：LFは17:30 ‐ 、SFは18:00 - （試合終了まで）
- TBSラジオ≪関東広域圏ローカル≫
  - 実況：初田啓介、解説：槙原寛己、ゲスト解説：山口俊（横浜DeNAベイスターズ）
リポーター：林正浩（巨人サイド）、戸崎貴広（中日サイド）
  - 放送時間：17:50 - （試合終了まで）
- ラジオ日本≪GBSとの2局ネット≫
  - 実況：内藤博之、解説：鹿取義隆、ゲスト：峰竜太、リポーター：矢田雄二郎（両サイド兼務[注釈 4]）
  - 放送時間：17:55 - （試合終了まで）
- CBCラジオ≪中京広域圏ローカル≫
  - 実況：宮部和裕、解説：小松辰雄、リポーター：林正浩（TBS、巨人サイド）、角上清司（中日サイド）
  - 放送時間：17:57 ‐ （試合終了まで）
- ABCラジオ≪近畿広域圏ローカル≫
  - 実況：岩本計介、解説：福本豊、ゲスト：鳥谷敬（阪神タイガース）、リポーター：清水次郎（両サイド兼務）
  - 放送時間：17:55 - （試合終了まで）
- MBSラジオ≪近畿広域圏ローカル≫
  - 実況：仙田和吉、解説：亀山つとむ、ゲスト解説：金本知憲[注釈 5]（元阪神タイガース、シーズン終了時に引退）
リポーター：近藤亨（両サイド兼務）
  - 放送時間：17:54 - （試合終了まで）
- NHKラジオ第1≪愛知県・岐阜県・三重県のみ≫
  - 実況：広坂安伸（CK）、解説：村田兆治、リポーター：宮田貴行（AK、巨人サイド）、浅井僚馬（CK、中日サイド）
  - 放送時間：18:00 ‐ （試合終了まで）

第3戦（10月19日）
- ニッポン放送（LF）≪SFとの2局ネット≫
  - 実況：胡口和雄、解説：板東英二、リポーター：山田透（巨人サイド）、大澤広樹（SF、中日サイド）
  - 放送時間：LFは17:30 ‐ 、SFは18:00 - （試合終了まで）
- TBSラジオ≪関東広域圏ローカル≫
  - 実況：林正浩、解説：佐々木主浩、ゲスト解説：石井琢朗（元広島東洋カープ、シーズン終了後に引退）
リポーター：戸崎貴広（巨人サイド）、小笠原亘（中日サイド）
  - 放送時間：17:50 - （試合終了まで）
- ラジオ日本≪GBSとの2局ネット≫
  - 実況：細渕武揚、解説：篠塚和典、リポーター：小林幸明（両サイド兼務[注釈 4]）
  - 放送時間：17:55 - （試合終了まで）
- CBCラジオ≪中京広域圏ローカル≫
  - 実況：角上清司、解説：牛島和彦、リポーター：戸崎貴広（TBS、巨人サイド）、高田寛之（中日サイド）
  - 放送時間：17:57 ‐ （試合終了まで）
- ABCラジオ≪近畿広域圏ローカル≫
  - 実況：清水次郎、解説：矢野燿大、ゲスト解説：田口壮、リポーター：岩本計介（両サイド兼務）
  - 放送時間：17:55 - （試合終了まで）
- MBSラジオ≪近畿広域圏ローカル≫
  - 実況：近藤亨、解説：亀山つとむ、ゲスト解説：今岡誠[注釈 6]（元千葉ロッテマリーンズ、シーズン終了時に引退）
リポーター：赤木誠（両サイド兼務）
  - 放送時間：17:54 - （試合終了まで）
- NHKラジオ第1≪愛知県・岐阜県・三重県のみ≫
  - 実況：宮田貴行（AK）、解説：山本和行、リポーター：石川洋（AK、巨人サイド）、浅井僚馬（CK、中日サイド）
  - 放送時間：18:05 ‐ （試合終了まで）

第4戦（10月20日）
- ニッポン放送（LF）≪SFとの2局ネット≫
  - 実況：松本秀夫、解説：大矢明彦、リポーター：師岡正雄（巨人サイド）、大澤広樹（SF、中日サイド）
  - 放送時間：LFは17:50 ‐ 、SFは18:00 - （試合終了まで）
- TBSラジオ≪ABCとの2局ネット≫
  - 実況：戸崎貴広、解説：牛島和彦、ゲスト解説：サブロー（千葉ロッテマリーンズ）
リポーター：新タ悦男（巨人サイド）、伊藤隆佑（中日サイド）
※ABCは楠淳生と吉田義男によるスタジオトーク（イニング間の解説）を行った。
  - 放送時間：TBSは17:50 - 、ABCは17:55 - （試合終了まで）
- ラジオ日本≪GBSとの2局ネット≫
  - 実況：小林幸明、解説：柴田勲、リポーター：瀧口俊介（両サイド兼務[注釈 4]）
  - 放送時間：17:55 - （試合終了まで）
- CBCラジオ≪中京広域圏ローカル≫
  - 実況：高田寛之、解説：木俣達彦、リポーター：新タ悦男（TBS、巨人サイド）、角上清司（中日サイド）
  - 放送時間：17:57 ‐ （試合終了まで）
- MBSラジオ≪近畿広域圏ローカル≫
  - 実況：赤木誠、ゲスト解説：田口壮、リポーター：森本栄浩（両サイド兼務）
  - 放送時間：17:59 - （試合終了まで）
- NHKラジオ第1≪全国放送≫
  - 実況：田中崇裕（G-Media）、解説：与田剛、リポーター：石川洋（AK、巨人サイド）、浅井僚馬（CK、中日サイド）
  - 放送時間：18:05 ‐ （試合終了まで）

第5戦（10月21日）
- ニッポン放送（LF）≪SFとの2局ネット≫
  - 実況：山内宏明、解説：若松勉、リポーター：胡口和雄（巨人サイド）、大澤広樹（SF、中日サイド）
  - 放送時間：LFは17:50 ‐ 、SFは18:00 - （試合終了まで）
- TBSラジオ≪ABCとの2局ネット≫
  - 実況：新タ悦男、解説：衣笠祥雄、リポーター：椎野茂（巨人サイド）、小笠原亘（中日サイド）
※ABCラジオは枝松順一と福本豊によるスタジオトーク（イニング間の解説）を行った。
  - 放送時間：TBSは17:50 - 、ABCは17:55 - （試合終了まで）
- ラジオ日本≪GBSとの2局ネット≫
  - 実況：小林幸明、解説：須藤豊、リポーター：内藤博之（両サイド兼務[注釈 4]）
  - 放送時間：17:55 - （試合終了まで）
- CBCラジオ≪中京広域圏ローカル≫
  - 実況：角上清司、解説：木俣達彦、リポーター：椎野茂（TBS、巨人サイド）、高田寛之（中日サイド）
  - 放送時間：17:57 ‐ （試合終了まで）
- MBSラジオ≪近畿広域圏ローカル≫
  - 実況：森本栄浩、解説：太田幸司、リポーター：赤木誠（両サイド兼務）
  - 放送時間：17:59 - （試合終了まで）
- NHKラジオ第1≪全国放送≫
  - 実況：渡辺憲司（BK）、解説：大島康徳、リポーター：宮田貴行（AK、巨人サイド）、浅井僚馬（CK、中日サイド）
  - 放送時間：18:05 ‐ （試合終了まで）

第6戦（10月22日）
- ニッポン放送（LF）≪SF・MBSとの3局ネット≫
  - 実況：煙山光紀、解説：堀幸一、リポーター：胡口和雄（巨人サイド）、大澤広樹（SF、中日サイド）
  - 放送時間：LFは17:30 ‐ 、SFは18:00 - 、MBSは17:54 - （試合終了まで）
- TBSラジオ≪ABCとの2局ネット≫
  - 実況：椎野茂、解説：緒方耕一、リポーター：新タ悦男（巨人サイド）、初田啓介（中日サイド）
  - 放送時間：TBSは17:50 - 、ABCは17:55 - （試合終了まで）
- ラジオ日本≪GBSとの2局ネット≫
  - 実況：矢田雄二郎、解説：西山秀二、リポーター：小林幸明（両サイド兼務[注釈 4]）
  - 放送時間：17:55 - （試合終了まで）
- CBCラジオ≪中京広域圏ローカル≫
  - 実況：高田寛之、解説：小松辰雄、リポーター：新タ悦男（TBS、巨人サイド）、角上清司（中日サイド）
  - 放送時間：17:57 ‐ （試合終了まで）
- NHKラジオ第1≪全国放送≫
  - 実況：福澤浩行（AK）、解説：大島康徳、リポーター：宮田貴行（AK、巨人サイド）、浅井僚馬（CK、中日サイド）
  - 放送時間：18:05 ‐ （試合終了まで）